# Victor Olatunji
Victor Oluyemi Olatunji (* 5. September 1999 in Sokoto) ist ein nigerianischer Fußballspieler.

## Karriere
Olatunji begann seine Karriere bei den Lagos Islanders. Im November 2017 wechselte er in die Slowakei zum Zweitligisten Inter Bratislava. In der Saison 2017/18 kam er zu keinem Einsatz für Inter.
Sein Debüt in der zweiten Liga gab er im Juli 2018, als er am ersten Spieltag der Saison 2018/19 gegen den FK Pohronie in der Startelf stand. Im selben Monat erzielte er bei einer 2:1-Niederlage gegen den FK Slavoj Trebišov sein erstes Tor in der zweiten slowakischen Liga.
Nach 14 Einsätzen für Inter Bratislava in der zweiten Liga, in denen er ein Tor erzielte, wechselte Olatunji im Februar 2019 zum Erstligisten FO ŽP ŠPORT Podbrezová. Sein Debüt in der Fortuna liga gab er im selben Monat, als er am 19. Spieltag gegen den FC Nitra in der 62. Minute für Daniel Pavúk eingewechselt wurde. Bis Saisonende kam er zu neun Einsätzen in der Fortuna liga, in denen er ohne Torerfolg blieb. Mit Podbrezová musste er zu Saisonende als Tabellenletzter jedoch aus der Fortuna liga absteigen.
Im August 2019 wurde er nach Österreich an den Bundesligisten SV Mattersburg verliehen. Im Juni 2020 zogen die Burgenländer eine Kaufoption und verpflichteten Olatunji somit fest. Der Verein stellte allerdings nach der Saison 2019/20 den Spielbetrieb ein. Daraufhin wechselte er im September 2020 nach Zypern zum Zweitligisten Alki Oroklini. 2021/22 spielte er für den Erstligisten AEK Larnaka, bevor er Anfang 2023 nach Tschechien zu Slovan Liberec verliehen wurde. Dort erzielte Olatunji in achtzehn Ligaspielen acht Tore. Er wechselte zur Saison 2023/24 zu Sparta Prag.